# Karl Berg
Karl Berg (Radstadt, 27 dicembre 1908 – Mattsee, 1º settembre 1997) è stato un arcivescovo cattolico austriaco.

## Biografia
Diplomatosi al liceo "Borromäum" di Salisburgo, Karl Berg studiò successivamente a Roma filosofia e teologia al Collegium Germanicum. Tornato a Salisburgo, il 29 ottobre 1933 venne ordinato sacerdote e fu cappellano nella cappella del locale ospedale e poi a Angath. Successivamente divenne rettore del seminario di Salisburgo. Nel 1969 venne nominato dall'arcivescovo come vicario diocesano.
Nel 1972, papa Paolo VI lo elesse arcivescovo di Salisburgo ed il 25 febbraio 1973 ricevette l'ordinazione episcopale dal suo predecessore rinunciatario, l'arcivescovo Andreas Rohracher e dei vescovi Paul Rusch e Joseph Köstner.
Nel 1988 papa Giovanni Paolo II accettò le sue dimissioni dalla carica di arcivescovo di Salisburgo e si ritirò a vita privata a Mattsee ove morì il 1º settembre 1997 all'età di 88 anni. Venne sepolto nella cripta del duomo di Salisburgo.

## Genealogia episcopale e successione apostolica
La genealogia episcopale è:
- Cardinale Scipione Rebiba
- Cardinale Giulio Antonio Santori
- Cardinale Girolamo Bernerio, O.P.
- Arcivescovo Galeazzo Sanvitale
- Cardinale Ludovico Ludovisi
- Cardinale Luigi Caetani
- Cardinale Ulderico Carpegna
- Cardinale Paluzzo Paluzzi Altieri degli Albertoni
- Papa Benedetto XIII
- Papa Benedetto XIV
- Papa Clemente XIII
- Cardinale Giovanni Battista Caprara Montecuccoli
- Vescovo Dionys von Rost
- Vescovo Karl Franz von Lodron
- Vescovo Bernhard Galura
- Vescovo Giovanni Nepomuceno de Tschiderer
- Cardinale Friedrich Johann Joseph Cölestin von Schwarzenberg
- Cardinale Maximilian Joseph von Tarnóczy
- Cardinale Johann Evangelist Haller
- Cardinale Johannes Baptist Katschthaler
- Arcivescovo Balthasar Kaltner
- Arcivescovo Adam Hefter
- Arcivescovo Andreas Rohracher
- Arcivescovo Karl Berg

La successione apostolica è:
- Vescovo Egon Kapellari (1982)
- Arcivescovo Georg Eder (1989)